# JOE・MAGIC ジョマジ
JOE・MAGIC（ジョー・マジック）はプロマジシャン・ジャグラーであり、クロースアップ・マジックからステージマジックまで幅広いジャンルをこなす。日本一のカード投げの達人としても知られており、ギネス記録に挑戦歴もある。リハビリと手品によるセラピストマジシャンの第一人者としても活動している。テレビやCM、雑誌の出演以外にミュージカルやテレビ・CM等の監修・演出家としても活動している

## 出演
- テレビ東京「Discover myself」
- NHK「シャキーン！」
- 讀賣テレビ「朝生ワイドす・またん！」
- TBS「ジョブチューン」
- 日本テレビ「シューイチ」
- テレビ東京「Mr.マリック魔法の時間」
- 中京テレビ「それって実際どうなの課」カード投げの大魔神（2020年7月8日放送）
- 関西テレビ「なにわからＡぇ! 風吹かせます！」指先の達人（2020年11月30日深夜放送）
- CM「カルビー極じゃが」
- CM「ギャッツビーヘアジャム」マジック監修
- CM「マルちゃんQTTA・コク味噌味」（2021年９月13日公開）
- イギリスTV「World's Most Talented」
- イギリスTV「BBC」